# 屌茅
屌茅是一款未注册商标的白酒，其因名称和包装等问题于2023年8月中走红中国大陆网络，后被认定为非法销售产品而下架。

## 概况
屌茅自称为53度白酒，市场零售价每瓶1499元人民币；其包装与相近酒精度、零售价的飞天茅台酒极度相似，二者酒盒色彩搭配基本相同，酒瓶均为红色瓶盖，其上也均系有红色丝带，二者瓶贴的色彩搭配、图文排列方式等元素亦相当雷同。此酒冠以“真男人，喝屌茅”等广告词，曾在淘宝、抖音、京东、闲鱼等网购平台以几百甚至数十元人民币的低价销售，一度在抖音等网络平台引发舆论，随后被认定非法而下架。
从拍摄的该酒图片看，部分包装上的生产厂家和厂址均为“贵州省仁怀市茅台镇”，而部分则写为由贵州省梁坤酒业有限公司生产，后者于2022年在贵州省遵义市成立，主营酒、饮料和精制茶制造，注册资本1088万元人民币，法人王伦发；而经查，“屌茅”商标最早由2014年11月由贵州王某某（名不详）在中国第33类酒商品上申请注册，2015年被驳回。

## 评价
在舆论传开后，2023年8月23日，贵州仁怀市场监管局即发布声明表示“屌茅”为未注册商标，此酒涉嫌违反《中华人民共和国食品安全法》《中华人民共和国商标法》等法律法规，并已对涉案当事人进行立案，并要求各市场主体不得再销售该酒或印制该酒包装，相关的网络销售行为不得违反《互联网信息服务管理办法》等相关法律法规，不得制作、发布、传播低俗庸俗信息。
律师朱界平认为“屌茅”一名低俗，违反了《商标法》第十条第一款第八项规定，属于“有害于社会主义道德风尚或者有其他不良影响的”内容，不得作为商标；律师郜松江还指出其与飞天茅台酒相似，可能涉及侵权和商标违法，也可能违反《中华人民共和国反不正当竞争法》。酒类分析师蔡学飞认为此种产品带有明显歧视性，几乎不能成为正常的酒类消费品，更多的是满足人们的猎奇与围观心理；此酒还反映了当地酒行业的混乱和严重缺乏自律精神之现况，并且会对茅台甚至全贵州地区的酒业形象产生巨大的破坏。